# Lidová kultura
Lidová kultura je široce diskutovaný pojem, který bývá nejčastěji definován zbytkově v kontrastu k elitní kultuře (resp. také oficiální kultuře, vyšší kultuře apod.). Pak je jako lidová kultura pojímána kultura neelitních vrstev. Tato nejednoznačná definice je dána jen volnou ohraničeností pojmů lid a kultura a proto také obvykle studie zabývající se lidovou kulturou mohou zpracovávat širokou paletu témat.

## Problematika pojmu
Pojem lidová kultura bývá často kritizován, protože naznačuje neexistující homogenitu kulturních projevů lidových (tj. neelitních) vrstev. Proto někteří badatelé preferují užití pojmu „lidové kultury“ (množné číslo) nebo „kultury lidových vrstev“. Nepřesně se někdy, spíše ve starším bádání lidová kultura ztotožňovala s orální kulturou.

## Náplň studia lidové kultury
Lidová kultura je chápána nejen jako diversifikovaná regionálně, ale také sociálně. Obvykle se tedy v předindustriální společnosti studuje na venkově zvlášť kultura rolníků, řemeslníků, resp. pastevců, kteří tvoří v rámci venkovského organismu zvláštní okrajovou skupinu. Ve městech se studium věnuje kultuře řemeslníků ještě s ohledem na jejich rozčlenění do cechů. Vedle těchto sociálních skupin existují zvláštní studie zaměřené na tzv. okrajové skupiny (kati, zloději, vojáci, námořníci, kozáci apod.). I v rámci těchto profesních uskupení pak musí být zohledněn věk, pohlaví, sociální a materiální podmínky, náboženské vyznání a vzdělání. Úplně zvlášť je pak studována kultura etnických menšin (cikáni, Židé, moriskové apod.).

## Vývoj vědeckého zájmu o lidovou kulturu

### Počátky zájmu o lidovou kulturu
Lidová kultura se postupem času stala předmětem bádání několika sobě příbuzných sociálních oborů: folkloristiky, historiografie (především kulturní dějiny a historická antropologie), dějin umění, sociologie, literární vědy a sociální antropologie. Počátky zájmu o lidovou kulturu jako předmět vědeckého poznání se kladou do pokročilého 18. století, kdy se z řad elitních vrstev rekrutovala řada romantiků – sběratelů, kteří sbírali lidové písně, pohádky, příběhy, básně atd. Tento zájem vznikl ne náhodou v souvislosti ze vznikem nacionalismu a jako reakce na klasicistní důraz na rozum a rozumovost a také v romantickém hledání exotiky. Zásadní práce v této oblasti vznikly v Německu, kde působili především J. G. Herder, bratři Jacob a Wilhelm Grimmové. Ve Skotsku sesbíral množství místních písní Sir Walter Scott. Ve slovanském prostředí jsou nejvýznamnější Vuk Stefanovič Karadžič pro Srbsko, Kirsha Danilov pro Rusko. V českém prostředí se sběrem projevů lidové kultury zabýval František Ladislav Čelakovský nebo Božena Němcová.
I přes velký význam pro moderní výzkum lidové kultury, v té době vlivem industrializace procházející výraznými změnami, je obecně uznáváno, že je nutné k těmto pracím přistupovat kriticky, protože většina z badatelů tyto sesbírané materiály upravovala, cenzurovala, resp. kompletovala podle svých představ nebo očekávání předpokládaných čtenářů. U některých z těchto prací se dokonce hovoří o úmyslné falzifikaci (např. Ossian od Jamese Macpersona) i když je sporné, jestli si autoři uvědomovali, že vytvářejí v podstatě kompletně nové dílo.

### Lidová kultura v historiografickém bádání
Lidová kultura se v souvislosti s obecným sociálním a ekonomickým vývojem stala předmětem zájmů historiků ve větším měřítku až v 70. letech 20. století. Od té doby vzniklo množství zásadních prací, které se zabývali především lidovou kulturou raného novověku, tj. v období zhruba 1500–1800, resp. pak lidovou kulturou v období industrializace. Období raného novověku je pro studium obzvlášť vhodné, protože v této době rozšiřující se knihtisk pomohl zaznamenat množství projevů, prvků a motivů lidové orální kultury. Vzhledem k charakteru pramenné základny vzniklo jen omezené množství historiografických prací zabývajících se lidovou kulturou ve středověku (nejvýznamněji Jacques Le Goff).

### Lidová kultura a obchodní revoluce
Velké změny v evropské lidové kultuře docházely v letech 1500 až 1800. Do kultury se velmi odráželo ekonomické, sociální a politické změny. Jeden z velkých důvodů bylo více než zdvojnásobení počtu obyvatel Evropy. Lidé z venkova se museli přemístit do měst. Kromě urbanizace došlo i k hospodářským změnám, jenž lze označit jako obchodní revoluce. Evropa a okolní svět začal spolu velmi obchodovat. Revoluce měla za následek i změnu komunikace – lodě přibyly, silnice se zlepšily. Začal více fungovat městských trh. Měnili se ceny, zejména potravin, což v důsledku mnohdy bohatým pomáhalo být bohatší a chudým ještě chudší.
Přesto existuje tvrzení, že hospodářská revoluce má za následek zlatý věk tradiční lidové kultury, ale to jen do doby, než byla zničena průmyslem a obchodem. Vše vedlo k novému standardu pohodlí. Venkovská společnost začíná mít nové postavení, to co dříve měli vyrobené doma, nyní mohli a měli koupené. To se podepisovala na materiální kultuře. Další faktor, který přispěl ke změně hmotné kultury, máme díky změně způsobu produkce. Díky trhu docházelo k regionální specializaci na některé druhy výrobků.
Trh zvýšil poptávku a ta zapříčinila, že se výrobky standardizovaly. To, co bylo dříve vyráběno doma, bylo nyní nahrazeno výrobkům strojově vyráběným. To vše ničilo místní hmotnou kulturu. K těmto změnám, alespoň v 16. století docházelo hlavně na západě. Východ byl těchto změn ještě nějakou dobu ušetřen.
Nejen hmotná kultura byla zasažena ale i sféra zábavy. Začíná být více formálně organizovaný. Např. v Anglii dochází ke komercionalizaci volného času. Cirkus byl nejznámější komercionalizací lidové kultury. V 18. století se objeví i profesionální boxeři či zápasníci s býky. Tím pádem se i mění a vzniká nový lidový hrdina, jakožto sportovec. Spontánní a zúčastněné formy zábavy se posunuly a proměnily do komerciálních a organizovaných podívaných. Z největší pravděpodobností, města se obohatila lidovou kulturou, ale venkov se ochudil. Každopádně než došlo ke zničení lidové kultury, dostala šanci dostat se na vrchol.

## Vztah lidové a elitní kultury
Vyvíjející a měnící se vztah těchto dvou kultur je významným prvkem v dějinách bádání. Existuje několik proti sobě stojících hypotéz a teorií o tomto vztahu a jeho vývoji. Tradičně se asi od počátků 20. století vycházelo z hypotézy, že v předindustriálním období většina kulturních vlivů měla sestupnou tendenci, tj. že nové kulturní prvky vznikaly v rámci elitní kultury a přebírali je členové nižších vrstev ve snaze posílit svůj sociální status. S nástupem industrializace a poté v 19. a 20. století se již tato jednoznačná interpretace nepředpokládá, protože obě složky kultury se navzájem ovlivňovaly a ovlivňují mnohem složitějším způsobem. Na základě inspirace lidovou tvorbou vznikala zásadní díla elitní kultury už v 18. a 19. století. Jako příklad může posloužit Goethův Faust, díla Lessingova, Schillerova (Vilém Tell), Puškinova, poezie Sándora Petöfiho nebo Mendelssohnova hudba (předehra Fingalovy jeskyně).
V 70. letech 20. století Peter Burke publikoval práci, která přednesla odlišnou teorii, podle které si byla elitní a lidová kultura v období před 16. stoletím mnohem bližší a k rozdělení tradice došlo až vlivem reformace a katolické reakce na reformační snahy. Proti ní stojí studie Roberta Muchembleda, který zastává názor, že lidová kultura byla pod vlivem reformace v období 1500 až 1800 výrazně ovlivněna a následně změněna elitní kulturou.

## Vlivní badatelé v oblasti lidové kultury
- Peter Burke
- Edward Thompson
- Carl von Sydow
- Robert Mandrou
- Roger Chartier
- Carlo Ginzburg
- Jacques Le Goff